# Gubaucea, Dolj
Gubaucea este un sat în comuna Vela din județul Dolj, Oltenia, România.
Aici s-a născut cântăreața Ileana Ciuculete.
 Acest articol despre o localitate din județul Dolj este deocamdată un ciot. Puteți ajuta Wikipedia prin completarea lui.